# 孔德拉希农村居民点
孔德拉希农村居民点（俄语：Кондрашовское сельское поселение）是俄罗斯联邦伏尔加格勒州伊洛夫利亚区所属的一个农村居民点。其下辖有6个居民点，行政中心为孔德拉希。据2016年统计，该农村居民点的人口为2011人。